# Jonathan Musgrave
Jonathan Musgrave, brittisk orienterare som tog VM-silver i stafett 1993.